# Casa apostólica de Orsini
La Casa apostólica de Orsini u Orsini de Epiro fue una rama de la Casa de Orsini que se distinguió en el Oriente latino, descendientes de Ricardo Orsini, llamado el "apostólico" debido a su relación con el cardenal Giordano Orsini y Giacinto Orsini (futuro Papa Celestino III), legado apostólico en Alemania. A través de sus relaciones con las familias imperiales bizantinas de los Comnenos y de los Ducas, sus miembros se convirtieron en déspotas de Epiro y añadieron al apellido Orsini «Comneno Ducas».
El escudo de armas de la familia tenía los mismos símbolos heráldicos típicos de los Orsini romanos (la rosa y la anguila), con la adición de una bandera con la media luna (Orsini del Oriente) y un sombrero apostólico (la tiara papal en memoria de la descendencia del papa Celestino III Orsini). Después se añadió el águila bicéfala imperial de los Comneno Ducas.

## Fundador
Ricardo Orsini (1165-1197) fue el fundador de los apostólicos Orsini: sus descendientes fueron llamados apostólicos Orsinis u Orsinis de Epiro para distinguirlos de sus parientes romanos.
En 1194 Ricardo fue conde de Cefalonia y Zante, gracias a la dote aportada por su esposa, la hija del almirante Margaritone de Brindisi, el comandante de la flota normanda del Reino de Sicilia bajo los reinados de Guillermo II (1166-1189) y Tancredo (1189- 1194).